# Corpse Party: Blood Drive
Corpse Party: Blood Drive  (コープスパーティー ブラッドドライブ?, Kōpusu Pātī  Buraddo Doraibu) è l'ultimo capitolo della saga videoludica di Corpse Party. Il titolo, che prende il nome da un episodio extra del predecessore Corpse Party: Book of Shadows, è stato pubblicato il 24 luglio 2014 in Giappone dalla 5pb. 
Successivamente, localizzato in inglese, è stato e pubblicato da Xseed Games negli USA, il 13 ottobre 2015. e poi in Europa e Australia il 20 ottobre.. Il 1º febbraio il gioco è stato pubblicato per i dispositivi iOS e Android sia in versione originale giapponese che in versione inglese localizzata.

## Trama
La trama del gioco riprende da dove si era interrotto l'episodio omonimo di Book of Shadows. Dopo la morte della sorella Hinoe, Ayumi Shinozaki e Naomi Nakashima scappano dall'appartamento di Yoshie e Sachiko, con il Book Of Shadows ("Libro delle Ombre") che sparisce nel crollo. Dopo il fallimento del rito magico che avevano compiuto per resuscitare i compagni morti nella Heavenly Host Elementary School, le due vengono portate in ospedale per curare le ferite riportate. Qui, un giorno, Ayumi riceve la visita di Mirai Yamamura, che presentandosi come un membro appartenente allo stesso culto wicca di Hinoe, le ha chiesto di esaudire l'ultimo desiderio di quest'ultima di ritrovare il Book of Shadows, che si era tramandato per generazioni nella famiglia Shinozaki, e che se fosse finita nelle mani sbagliate avrebbero portato il caos nel mondo. Dopo averle rivelato, poi, l'esistenza di un'altra Shinozaki, Makina, la sorella della madre di Yoshie e zia di Sachiko, le aveva suggerito di recarsi a casa della donna per raccogliere informazioni sul libro maledetto. 
Dimessa dall'ospedale, viene riaccolta dai suoi compagni di classe, sopravvissuti come lei alla Heavenly Host, e si recano a scuola assieme. Qui l'esistenza dei compagni defunti è stata cancellata e una nuova insegnante, Kuon Niwa, ha preso il posto di Yui Shishido, come loro professoressa d'inglese. Al suo ritorno Ayumi si reca dunque nell'appartamento di Makina e, non appena entrata, scopre che esso è in stato d'abbandono da lungo tempo. Nella stanza da letto, la ragazza trova una piccola scatola rossa, ma mentre tenta di aprirla per scoprirne il contenuto, viene assalita dallo spirito di Makina, e per la paura e l'agitazione, perde conoscenza. Poco dopo, poi, viene raggiunta da Naomi, Satoshi Mochida, e Yoshiki Kishinuma che esprimono la loro preoccupazione e, soprattutto quest'ultimo, ammonisce Ayumi per l'imprudenza delle sue azioni, e quando quella si giustifica affermando di averlo fatto perché si sente responsabile della scomparsa dei loro compagni morti, il ragazzo le dice che non è solo colpa sua, e che tutti loro si trovano nella stessa situazione e quindi devono agire assieme. Successivamente nella stanza entra anche Aiko Niwa, colei che ha rivelato agli studenti dove si trovava la compagna, e che si presenta come un'amica di Naho Saenoki e un'agente del sovrannaturale. Ella rassicura Ayumi, che non riesce ad aprire la propria mano destra, dicendole che è sottoposta ad una maledizione che sarebbe presto scomparsa e, in seguito, cercando invano anche lei di aprire la scatoletta rossa, la prende con sé assicurando che sarebbe riuscita a scoprirne il contenuto, ed organizza con la ragazza un incontro il giorno successivo. Quella stessa sera, poi, Ayumi riesce finalmente ad aprire la mano e scopre che all'interno della stessa vi sono un paio di denti da latte di bambino. 
Il giorno dopo, poi, Ayumi e Yoshiki partecipano all'incontro con Aiko, che svela che il suo lavoro di "agente del sovrannaturale" consiste nel vendere informazioni su storie e luoghi dell'occulto in cambio di somme di denaro, oggetti spiritici o artefatti magici, ed inoltre rivela di essere stata proprio lei a suggerire a Naho il rito Sachiko Ever After, ed anche di essere a conoscenza del fatto che loro sono sopravvissuti della Heavenly Host. Rivela, poi, ai due che la scuola maledetta è ancora esistente, e per provarlo illustra loro un'immagine, che afferma di aver fatto con la propria mente tramite i suoi poteri, raffigurante una bambina con un'accetta in mano mentre vaga per i corridoi della Heavenly Host. Aiko, dunque, rivela che la scuola maledetta e l'insieme di spazi chiusi che la compone, è in realtà una dimensione ultraterrena, simile al Nirvana, creata da Yoshie Shinozaki. La donna, infatti, dopo aver dovuto assistere inerme alla morte del marito, a causa della maledizione sui membri maschili della famiglia Shinozaki, per la disperazione aveva usato il Book of Shadows per creare un nuovo Nirvana dove poter vivere assieme a lui, tuttavia nel processo aveva rischiato di perdere la vita, a causa dello spaventoso potere della magia nera del libro. Alla fine Sachiko aveva salvato la madre risucchiando tutto il Nirvana all'interno del suo corpo, e quando era stata uccisa dal preside della Heavenly Host, esso si era liberato e aveva dato forma ad una dimensione tra il mondo dei vivi e quello dei morti, dalla forma della scuola, poiché luogo dove Sachiko era stata uccisa. Successivamente Aiko suggerisce ad Ayumi un modo per resuscitare i propri amici, affermando che se usasse il rito, che le era quasi costato la vita, all'interno della Heavenly Host avrebbe maggiori possibilità di successo. Quando poi Ayumi le fa notare che non possono più tornare nella Heavenly Host tramite il Sachiko Ever After, Aiko le mostra due pietre, che aveva trovato all'interno della scatoletta rossa, denominate Everafter Stones che, afferma, una volta unite e dopo aver pronunciato una formula avrebbe permesso loro di accedere alla dimensione del nuovo Nirvana. Ella poi propone ad Ayumi di usare le pietre per recarsi assieme nella Heavenly Host; visto che la ragazza le dice di non poter decidere, contrariata e preoccupata per le sue pericolose e avide intenzioni, ma allo stesso tempo tentata dall'idea di poter riavere i propri amici, alla fine interviene Yoshiki proponendo di rivedersi in seguito e di prendere ciascuno una delle Everafter Stones. Aiko accetta le condizioni e, prima di andare via, le dice che quando si sarebbero riviste, l'avrebbe aiutata anche a cercare il Book of Shadows. Tuttavia Yoshiki, più tardi, svela di aver sottratto con astuzia la pietra dalle mani di Aiko. 
Dopo essere tornata a casa, Ayumi viene raggiunta da un misterioso ragazzo, che già precedentemente era irrotto in casa sua, e che le rivela che il Book of Shadows si trova all'interno della Heavenly Host, e per provarlo le fa notare che nella foto che Aiko le ha dato la bambina raffigurata porta sotto il suo braccio sinistro un tomo che pare essere proprio il libro maledetto. Più tardi, poi, la ragazza si reca a casa di Yoshiki per convincerlo a venire assieme a lei nella Heavenly Host per riprendere il Book of Shadows. Il ragazzo, apparentemente, accetta di volerla seguire, ma in realtà, non appena Ayumi gli cede entrambe le Everafter Stones, Yoshiki le lancia dalla finestra per far sì che vengano distrutte dicendole che avrebbe fatto di tutto per proteggerla. La ragazza basita e infuriata gli dà uno schiaffo, ma accorrendo in strada scopre che le pietre sono ancora intatte. Quando Yoshiki tenta di farsele restituire insistendo nel farle notare quanto sia rischiosa la missione, interviene il misterioso ragazzo che, seccato, sfruttando i propri poteri magici respinge violentemente Yoshiki contro un muretto; rivolgendosi, poi, ad Ayumi le rivela di chiamarsi Misuto Kiriya, membro della Società Yagoura e di essere stato il discepolo di sua sorella Hinoe. Definendosi il suo guardiano, la convince dunque a venire assieme a lui nel nuovo Nirvana, nonostante i disperati tentativi di Yoshiki di fermarla. 
Dopo essersi risvegliata, Ayumi scopre di essere tornata nella Heavenly Host, anche se sia Misuto sia le Everafter Stones erano scomparse. Vagando per i corridoi bui della scuola, ella si imbatte nello spirito di Mayu Suzumoto, senza volto, che la insegue e tenta di ucciderla. Mentre viene inseguita, Ayumi incontra Yuki Kanno, tuttavia prima che possa chiederle aiuto, sente una strana forza che la fa cadere rovinosamente al suolo, e mentre appare dal nulla un grosso uomo mascherato che sta per colpirla con la sua grande ascia, perde conoscenza. 
Nel frattempo, mentre dai notiziari continuano a diffondersi casi di strane e misteriose morti, Aiko, nonostante scopre di essere stata raggirata da Yoshiki, rivela che nella scatoletta rossa aveva trovato un altro paio di Everafter Stones funzionanti. In seguito si riunisce con Haruyuki Inumaru, altro suo compagno di classe e persona dotata di speciali poteri, per recarsi nella Heavenly Host; quest'ultimo è determinato a seguire la ragazza perché vuole salvare e riportare a casa la sua amata Sayaka Ooue, nonostante Aiko tenti invano di metterlo in guardia che quella potrebbe essere morta. D'improvviso, però, irrompe lì Magari Mizuki, una loro compagna di scuola, appartenente al culto segreto dedito alla magia nera della Tomba di Martuba, che intima ad Aiko di darle le Everafter Stones altrimenti l'avrebbe uccisa. Quando quella in risposta prende con sé Inumaru e si teletrasporta nella Heavenly Host, all'ultimo istante Magari usa una grossa falce per sottrarre le pietre dalle mani della ragazza. Non appena si risveglia nell'altra dimensione, Aiko, ferita gravemente alla mano, si rende conto di non avere più con sé le pietre, e dice ad Inumaru che devono andare alla ricerca di Ayumi, altrimenti non avrebbero potuto più ritornare nel loro mondo. I due, quindi, vagando per la scuola, sfruttano i loro poteri e talismani magici per respingere i vari attacchi degli spiriti maligni. Nel cammino essi si imbattono in strani e misteriosi segni sparsi per i muri dei corridoi, mentre altre sezioni degli stessi e del pavimento sono composte da strane e inquietanti ammassi di carne pulsanti. Nell'aula di musica, poi, i due vengono assaliti dapprima da uno spirito che tenta di lanciare contro di loro un pianoforte, e poi Inumaru, sopraffatto dalla sua preoccupazione per Sayaka, rischia di essere divorato dall'Oscurità. Aiko, tuttavia, salva appena il tempo il compagno sfruttando una statua, consegnatale da uno spirito benigno, per risanare il suo spirito. Successivamente i due, mentre procedono lungo un corridoio ricevono una chiamata da una voce apparentemente di Sayaka e in seguito, mentre Inumaru corre alla disperata ricerca della ragazza, trovano un armadio, all'interno del quale sentono la voce della compagna chiedere disperatamente aiuto. Nonostante i tentativi di Inumaru di correre in soccorso dell'amata, egli viene fermato da Aiko che gli fa notare che è una trappola degli spiriti. Dopo le ripetute urla e rantoli di sofferenza di Sayaka, alla fine l'armadio si apre da solo rivelando al suo interno il cadavere della ragazza. Ad assistere a ciò Inumaru perde il controllo di sé, abbracciando disperatamente il corpo decomposto dell'amata, e quando Aiko tenta di convincerlo a lasciarla e tornare alla ricerca di Ayumi per scappare dalla Heavenly Host, il ragazzo furioso le urla che è colpa sua se sia Naho che Sayaka erano morte, perché era stata lei a dare l'informazione del Nirvana a Naho. Impossessato dall'Oscurità, le lancia dapprima contro l'armadio, e quando Aiko tenta di scappare dalla sua furia, alla fine la raggiunge e tramortisce. 
Nel frattempo Ayumi si risveglia sana e salva, anche se si ritrova immersa in un ammasso di carne, sangue e viscere. Dopo esserne uscita, torna a vagare per la scuola alla ricerca di Yuki e del Book of Shadows e, in seguito, riceve una chiamata dal cellulare da Misuto che, alla preoccupazione e l'apprensione di Ayumi, risponde annoiato che si sarebbero rivisti e sarebbe riusciti ad andarsene assieme dalla Heavenly Host. Successivamente le rivela che le scritte e gli inquietanti segni sparsi per le mura della scuola sono stati composti dai Martuba e fortificano il potere della magia nera all'interno del Nirvana. Continuando nella sua esplorazione, Ayumi viene portata in salvo ben due volte da Sachiko, dapprima dall'aggressione di un gruppo di spiriti malvagi, e poi aiutandola ad uscire da un mare di sangue che ricopre il bagno delle donne in cui era rimasta intrappolata. Successivamente Ayumi ritrova Yuki e tenta di convincerla a cederle il libro che portava tra le sue mani; in risposta, però, lo spirito lancia il libro dalla finestra giù nel cortile. Dopo essere accorsa disperatamente lì, Ayumi scopre, tuttavia, che quello non è il Book of Shadows, ma un normale libro scolastico, ed in realtà lo spirito non è in realtà Yuki, ma una bambina dall'aspetto mostruoso e gli occhi completamente neri, armata di accetta. Improvvisamente Ayumi viene raggiunta da Aiko che le urla di star lontano dalla bambina, che non solo, rivela, era colei che controllava qualsiasi cosa all'interno del Nirvana, ma le aveva attratte con l'inganno lì. Come aveva fatto con altre persone, infatti, aveva illustrato loro, tramite le "fotografie mentali", un oggetto sempre diverso, a seconda di quello che ciascuno di loro desiderava trovare all'interno della Heavenly Host. Rivelandole, dunque, che il Book of Shadows non si trova in quella dimensione, Aiko la supplica di usare le Everafter Stones per scappare da lì. Dopo che anche Ayumi rivela di non averle con sé, mentre le due si disperano, la bambina mostruosa scoppia in una terrificante risata e appicca fuoco al corpo di Aiko, e nonostante Ayumi tenti disperatamente di aiutarla gettandole addosso il contenuto di una bottiglietta d'acqua che ha con sé, in risposta le fiamme divampano e la ragazza corre via urlando disperatamente dal dolore.
Dopo aver tentato invano di seguirla, successivamente Ayumi giunge nella stanza del custode. Mentre inizia a disperarsi per la sua situazione, viene raggiunta nuovamente da Misuto via telefono che le dice che, poiché il Nirvana era stato creato dal Book of Shadows, anche se il libro non è lì, se trovasse il cuore di quella dimensione, potrebbe lo stesso attuare il rito per resuscitare i suoi compagni. In seguito le rivela anche che la bambina mostruosa che l'aveva inseguita, che Ayumi chiama Sachi, è la sorella gemella mai nata di Sachiko, morta nel grembo della madre ed assorbita dalla sorella; inoltre i denti che Ayumi aveva trovato a casa di Makina appartenevano a lei, e portandoli con sé nella Heavenly Host, aveva permesso allo spirito maligno di assumere una forma corporea e assorbire tutto il potere del Nirvana, che aveva iniziato a restringersi e consumarsi. Oltre a ciò, afferma, anche la barriera tra quella dimensione e il loro mondo ha iniziato a crollare, e se non fosse stata fermata, Sachi presto avrebbe portato le persone a diventare folli ed iniziare ad uccidersi a vicenda. Misuto dichiara, quindi, che l'unica che può fermare Sachi è lei, in quanto discendente della stirpe Shinozaki, e per farlo deve raccogliere il potere cristalizzato delle "Colonne dei Sei Demoni", oggetti composti di materia spirituale, che, afferma, una volta riuniti nel cuore del Nirvana, le avrebbero dato il potere per fermare lo spirito malvagio e farlo tornare nel mondo dei morti.
Intanto Yoshiki tenta di trovare un modo per accedere alla Heavenly Host, all'insaputa degli altri suoi compagni. Arrivato alla Paulownia Academy High School, Yoshiki tenta di convincere Magari a portarlo con sé nell'altra dimensione usando le pietre sottratte ad Aiko, tuttavia quella in risposta dapprima lo minaccia e poi lo tramortisce con un colpo, per poi andare via. Il ragazzo, però, non demorde, e dopo averla ritrovata più tardi, mentre sta per dirigersi nella Heavenly Host, prima che possa finire di pronunciare la formula, Yoshiki la stringe a sé e riesce dunque a teletrasportarsi assieme nell'altra dimensione. Poco dopo il suo arrivo nella Heavenly Host, il ragazzo riesce a trovare Ayumi, tuttavia assieme a lei si ritrova a dover scappare dalla furia di un mostruoso modello anatomico. Dopo averlo seminato nascondendosi in un armadietto, in seguito, dopo essersi scambiati a vicenda informazioni, Ayumi coinvolge Yoshiki nella sua ricerca delle "Colonne dei Sei Demoni", e sfruttando il Cubo di Argo, una sfera di cristallo che Misuto aveva dato alla ragazza prima di arrivare nel Nirvana, e che risplende in vicinanza di una delle "colonne", i due col tempo riescono a raccogliere i cristalli sparsi per la Heavenly Host. Arrivati nella piscina, i due trovano nel fondo della stessa un altro cristallo, tuttavia quando tentano di prosciugarla nella "Sala Macchine" come risultato l'acqua si ghiaccia. Mentre, poi, i due camminano sulla superficie ghiacciata, subito dopo la piscina si riempie di acqua ricolma di sangue e detriti dal fondo della quale si risveglia una gigantesco mostro. Yoshiki ed Ayumi tentano di scappare dagli enormi tentacoli della creatura, tuttavia la ragazza viene catturata, ma prima che le cose volgano per il peggio, accorre in suo aiuto Magari che con la sua falce taglia il tentacolo e la libera. Dopo che la situazione torna alla normalità, la ragazza si presenta ad Ayumi come membro dei Martuba e afferma di averla segretamente aiutata nella sua missione di trovare il Book of Shadows per far tornare il Nirvana all'interno dello stesso. Quando, però, Ayumi le rivela di non essere riuscita a trovare il libro, Magari la definisce inutile e prende con sé il cristallo nella piscina e lo attacca alla sua collana. Così, dopo averla avvertita che se avesse continuato a seguire i comandi di Misuto sarebbe andata incontro alla morte, Magari scavalca il cancello e scappa via. Yoshiki corre al disperato inseguimento della ragazza, lasciando Ayumi sola che tenta di raggiungere il compagno, ma finisce sotto attacco dall'enorme uomo mascherato armato d'ascia.
Nel frattempo nel mondo reale gli incidenti continuano a susseguirsi, con casi di misteriose morti e persone che impazziscono e compiono violenze l'uno contro l'altro che si moltiplicano, in particolare dopo la formazione di una grossa sfera scura nel cielo. Col passare dei giorni Satoshi e Naomi si accorgono della sparizione di Yoshiki ed Ayumi, e si rendono conto che quelli sono tornati nella Heavenly Host. Nel corso del gioco, poi, la prof Kuon si avvicina ai due, dapprima soccorrendo Naomi, dopo che una maledizione aveva colpito il suo occhio sinistro dopo aver scorto il nome "Sachi" sul volto oscurato di un'immagine di Seiko sul suo cellulare, coprendo il suo occhio con una benda; inoltre la accoglie in casa, dopo che quella era scappata dalla propria a causa della madre, che aveva cominciato ad impazzire. In particolare, però, la donna si lega alla famiglia di Satoshi, del quale è innamorata, ma che dopo avergli confessato i propri sentimenti, la respinge. Col tempo, poi, Satoshi e Naomi scoprono che la prof Kuon è anche la presidentessa di una società che vende tanti prodotti, tra i quali i talismani e portafortuna venduti nei vari negozi. Inoltre, un giorno, scoprono che ella è dotata anche di grandi poteri spirituali, dopo che li porta in salvo mentre vengono accerchiati su un sovrappassaggio da un uomo impazzito, armato di coltello, e una serie di spiriti malvagi. Successivamente la prof Kuon avverte i due che Yoshiki, Ayumi e Aiko, sua sorella, si trovano nella Heavenly Host e, sfruttando un paio di Everafter Stones che lei stessa aveva fabbricato sfruttando i resti nella scatoletta rossa, assieme a loro si teletrasporta lì. Dopo essere arrivati nel Nirvana, essi esplorano il luogo, con la prof Kuon che li protegge dagli assalti di Sachi e gli altri spiriti e i loro tentativi di ingannare i loro sensi. Poco dopo, poi, i tre si imbattono in Yoshiki mentre è inseguito da Azusa Takai, studentessa impossessata dall'Oscurità, che gli aizza contro il modello anatomico, e lo portano in salvo prima che quest'ultimo possa uccidere il compagno. Dopo che Yoshiki racconta tutto ciò che era successo, Naomi lo ammonisce di essere stato avventato a partire all'inseguimento di Magari lasciando sola Ayumi; successivamente, poi, intraprendono assieme la ricerca per Ayumi. 
La ragazza, intanto, dopo essere sfuggita all'assalto del gigante con l'ascia, viene raggiunta nuovamente via cellulare da Misuto che la sprona a continuare la propria missione complimentandosi per i progressi fatti, e la rassicura che si sarebbe ritrovati e andati via dalla Heavenly Host assieme. In realtà, però, Misuto usa le Everafter Stones per tornare nel mondo reale e, in seguito, raggiunge Yuka Mochida mentre torna da scuola assieme a Satsuki Mizuhara, sua compagna di classe e migliore amica. Dopo averle rivelato che il fratello Satoshi era finito nella Heavenly Host, le propone dunque di andare a salvarlo. Nonostante tenti di dissuaderla, quando Yuka decide di seguire Misuto nella Heavenly Host per salvare il fratello, Satsuki si impone di seguirla. Misuto viene, dunque, costretto a portare con sé anche Satsuki, ed una volta giunti nella Heavenly è costretto a sopportare soprattutto la diffidenza della ragazzina nei suoi confronti. Giunti nella palestra, il ragazzo tenta di ucciderla cercando di spingerla giù in un'enorme voragine nel pavimento, ma è costretto a rinunciare ai suoi intenti per la presenza di Yuka. Poco dopo, comunque, mentre Satsuki si reca in bagno, Misuto, rimasto solo con Yuka, quando quest'ultima sente la voce di Satoshi proveniente dal piano inferiore, la spinge a correre via a cercarlo. In seguito, quando Satsuki si accorge di essere rimasta sola, mentre corre allarmata alla ricerca dell'amica, Misuto le tende una trappola e la fa rovinosamente cadere dalle scale, facendole rompere la mandibola e il collo; dopo averla derisa, la fotografa e la lascia lì agonizzante al suolo. Successivamente raggiunge Yuka, e le dice che Satoshi è morto, indicando uno degli ammassi di carne sparsi per la scuola, sul quale vi era una camicia bianca e alcuni capelli castani; inoltre le rivela di aver ucciso Satsuki mostrandole la foto scattata al suo corpo. La ragazzina inizia a piangere e disperarsi, emettendo una forte aura, e quando gli chiede perché stia facendo ciò, Misuto risponde che l'avrebbe usata per i suoi scopi e poi la tramortisce con un pugno allo stomaco. 
In seguito poi Misuto, dopo che Ayumi ha raccolto il resto dei cristalli, le indica che l'ultimo è situato sulla cima di un campanile apparso dal nulla in quella dimensione. Dopo essere arrivata lì e aver trovato l'ultima colonna, la ragazza viene raggiunta da Magari che tenta di fermarla, ma tra le due si frappone Misuto che appare dal nulla, respinge con un ombrello la falce della ragazza e poi la spinge giù dalla scalinata della torre. Quando poi Ayumi raccoglie l'ultimo cristallo, questo, fondendosi con gli altri sei, dà forma ad un cristallo dalla forma sferica, il Kabbalah Dogra; mentre la ragazza esulta sperando di poter sconfiggere Sachi e resuscitare i propri compagni con esso, irrompe lì Aiko. Ella, sopravvissuta alle fiamme magiche grazie ai suoi talismani, le racconta che dopo essersi recata verso l'infermeria per medicarsi le bruciature, si era ritrovata nella clinica dell'appartamento di Yoshie Shinozaki. Qui, afferma, aveva visto la donna scrivere nel proprio diario che molte magie e riti contenuti all'interno del Book of Shadows, compreso quello della resuscitazione, non potevano funzionare. In lacrime, dunque, si scusa con lei affermando di averla usata solo per entrare nel Nirvana e poter rivedere Naho, Sayaka e gli altri amici morti. Successivamente interviene Misuto, deridendole per aver creduto che il Book of Shadows potesse ingannare la morte resuscitando le persone, e dopo aver strappato dalle mani di Ayumi il Kabbalah Dogra, le dice di averla usata per permettergli di creare un nuovo Book of Shadows e prendere il controllo del Nirvana. Dopo aver impiantato il cristallo all'interno del grosso manoscritto di suo nonno, con il potere dello stesso inizia a distruggere la barriera che separa il Nirvana dal mondo reale; qui dal suolo fuoriesce le Entity Wall, monoliti che scatenano subito morte e distruzione nelle città. Quando poi Ayumi tenta di fermarlo, affermando che sua sorella Hinoe non sarebbe stato felice delle sue azioni, quello furiosamente la schianta con violenza sulla balaustra e si appresta ad ucciderla con un pugnale. All'ultimo, tuttavia, viene fermato da Yoshiki, di cui però si libera facilmente scagliandolo contro un muro. Dopo che tutti gli altri studenti e la prof Kuon giungono lì, Misuto fa apparire un'enorme colonna, il Sefirot della Conoscenza, con cui, afferma, è assicurata la distruzione della barriera tra il Nirvana e il mondo dei vivi. Quando, poi, Aiko tenta di fermarlo, Misuto la respinge via e fa apparire un enorme pesce con una grossa bocca che trapassa la ragazza e la decapita, mentre il resto del corpo cade giù dalla torre. Tra la disperazioni di tutti i presenti ad assistere a quella tremenda scena, Misuto sparisce nel nulla. Prima però che la Heavenly Host venga distrutta, la prof Kuon si avvicina ad Ayumi, rivelandole che Sachiko Shinozaki la sta possedendo, e le dice di sfruttar ciò per scappare da lì. Sachiko, dunque, col suo potere fa levitare Ayumi, facendola volare via mentre il campanile e tutto il resto della Heavenly Host cadono a pezzi, e nel crollo rimangono coinvolti ed uccisi tutti gli altri lì. 
Tornata nel mondo reale, tuttavia, Ayumi scopre che la situazione è ormai disperata, con omicidi e casi paranormali che si susseguono e la gente che rimane vittima man mano della violenza, la follia e il caos che si diffonde nelle città, che col tempo iniziano a riempirsi di spiriti maligni e violenti. La ragazza si dispera rendendosi conto che con la loro morte nel crollo della Heavenly Host, anche l'esistenza di tutti gli altri suoi compagni era stata eliminata e le loro facce nelle foto oscurate, e si lascia affliggere dai sensi di colpa incolpandosi di tutto ciò che è successo ai suoi amici e al mondo. D'improvviso irrompe in casa sua Magari (che era sopravvissuta teletrasportandosi con le Everafter Stones mentre stava precipitando dal campanile), che la ammonisce a prendersi le proprie responsabilità ed agire per evitare che il mondo entrasse a far parte della Terra dei Morti. Svela, poi, ad Ayumi che l'unico modo per poter combattere Misuto è trovare l'originale Book of Shadows, e per questo, racconta, era stata mandata dai Martuba ad aiutarla a trovarlo, anche se, le sue intenzioni era di sottrarglielo una volta ottenuto. Ma ciò, afferma, è ormai inutile dato che, con l'arrivo imminente della fine del mondo, il suo culto era andato distrutto, e i membri erano morti o scappati via. Successivamente Magari rivela ad Ayumi che il Book of Shadows, fin da quando era entrata a contatto con lo stesso nella casa di Yoshie, si trova all'interno del suo stomaco, e per riuscire ad estrarlo e affinché quello la riconosca come suo possessore, avrebbe dovuto dare al libro ciò che più brama: la crudeltà e il sangue. Una volta che Magari va via, Ayumi si reca nella stanza di Hinoe e, prendendo un pugnale, nonostante esitante e terrorizzata riesce a trovare la forza per trafiggersi lo stomaco con lo stesso. Piegata dall'insostenibile dolore, con un'enorme pozza di sangue sul pavimento, in seguito la ragazza trova la forza per pugnalarsi nuovamente. Dopo essere svenuta, si risveglia poco dopo e scopre che la ferita allo stomaco e la pozza del suo sangue sono scomparse, e sul pavimento trova finalmente il Book of Shadows. Assieme a Sachiko, Ayumi si reca verso la Kisaragi Academy e sfruttando la magia del libro maledetto crea un fascio di luce che collega la scuola all'enorme sfera oscura nel cielo, che le avrebbe permesso di accedere nuovamente al Nirvana, e vola verso di esso. Durante il suo volo, si imbatte nuovamente in Magari, che si complimenta con lei per aver ottenuto il controllo del libro maledetto e le rivela che fin dalla creazione del Book of Shadows, l'apocalisse era destinata ad arrivare, e le precedenti Shinozaki, compresa Yoshie, che erano entrate in possesso dello stesso, non avevano potuto fermare tale fato, e avevano preferito affidare il peso della responsabilità di scongiurarlo alle generazioni di streghe future. Ella dunque le suggerisce di tornare indietro e, col potere del Book of Shadows, surclassare il potere di quello creato da Misuto e, trovando il cuore del Nirvana, sarebbe riuscito a completarlo e avere controllo di quella dimensione. 
Dopo essere saltata all'interno della sfera oscura nel cielo, Ayumi si ritrova nuovamente all'interno del Nirvana, dove scopre che l'intera Heavenly Host era caduta a pezzi e, con raccapriccio e disperazione, sotto un grosso cumulo di macerie scopre anche i cadaveri dei suoi amici. Sachiko, comunque, interviene dicendole che può aiutarla permettendo di ripristinare la Heavenly Host; prendendo un bracciale a forma di scheletro, che definisce il suo "tesoro" ( ed è un regalo che gli studenti le avevano fatto durante Corpse Party -THE ANTHOLOGY- Sachiko's Game of Love ♥ Hysteric Birthday 2U ), usando il potere all'interno di esso e quello del Book of Shadows fa ripetere il giorno. Tornate indietro nel tempo, Ayumi e Sachiko si ritrovano nuovamente all'interno della Heavenly Host, e qui la bambina cade al suolo, dopo aver fatto uso di tutta l'energia spirituale che le era rimasta, e mentre il suo corpo va gradualmente in pezzi, ella si scusa con Ayumi per tutte le cose cruente che ha fatto e le persone uccise, ed infine afferma di non aver più paura di sparire, consapevole di essere riuscita a compiere una buona azione. Dopo che Sachiko sparisce via nel nulla, Ayumi attraversa la scuola maledetta, e sale per il campanile, mentre Misuto evoca il Sefirot della Conoscenza. Quando Aiko interviene per tentare di fermarlo, prima che il ragazzo la faccia decapitare con l'enorme pesce, irrompe Ayumi che la porta in salvo sfruttando il gran potere del Book of Shadows. Dopo essere rimasto atterrito a veder ciò, Misuto osservando l'aura della ragazza capisce che ella è tornata indietro nel tempo, e furioso tenta di attaccarla. Ayumi, però, in risposta tira fuori il Book of Shadows che si dimostra molto più potente del grimorio del ragazzo, e lo divora. Rimasto indifeso, Misuto viene dunque legato da Satoshi e Yoshiki. Poco dopo, però, si scatena un piccolo terremoto e Misuto, sghignazzando, rivela che anche se hanno distrutto il suo grimorio, il rito per evocare il Sefirot della Conoscenza avrebbe continuato a manifestare le sue nefaste conseguenze, dato che il cuore del Nirvana ha una coscienza a sé stante. Egli, afferma, aveva solo tentato di controllare a suo piacimento il potere distruttivo del rito, e dunque adesso il cuore avrebbe infranto la barriera tra il Nirvana e il mondo dei vivi in maniera indisturbata e senza controllo. In risposta alle provocazioni del giovane, Ayumi comunque afferma che sarebbe riuscita a completare il Book of Shadows, e nonostante gli amici le dicono che può affidarsi a loro e che sarebbero sempre stati al suo fianco, la ragazza li rassicura che sarebbe riuscita a portare a termine la missione da sola. 
D'improvviso dinnanzi a Naomi compare dal nulla Sachi, che in seguito si lancia giù dalla scalinata del campanile. La ragazza, in stato di trance, si rende conto che il suo occhio maledetto le permette di vedere attraverso gli occhi della mostruosa bambina, che corre per i corridoi della Heavenly Host, fino ad arrivare alla zona sotterranea; lì, inoltre, Naomi sente la voce di Yuka, mentre chiama disperata aiuto. Dopo che la ragazza racconta tutto ciò agli altri, Satoshi rimane basito a sentire della sorella intrappolata lì, e in risposta Misuto conferma di averla portata con sé nella Heavenly Host perché era entrata in diretto contatto con Sachiko, ed aveva assorbito la sua aura così da poter avere sufficiente potere per controllare col proprio grimorio il Nirvana. Gli studenti, dunque, decidono di separarsi in gruppi e così la prof Kuon, Satoshi, Naomi e Yoshiki si precipitano verso la zona sotterranea per portare in salvo Yuka, prima che Sachi possa raggiungerla. Nel frattempo Misuto, rimasto solo con Aiko e Ayumi, racconta la storia della Società Yagoura fondata da suo nonno. Tutti i suoi antenati erano stati perseguitati come eretici, compreso proprio suo nonno che, dopo aver ceduto il Book of Shadows alla famiglia Shinozaki, affinché non finisse nelle mani pericolose dei Martuba, dopo essere stato considerato un imbroglione ed un mostro, aveva visto la sua casa bruciare, e nei suoi ultimi anni di vita era impazzito. Ben presto tale destino era toccato sia ai suoi genitori, che a causa di tutte quelle persecuzioni si erano suicidati, sia proprio a lui, costretto a trasferirsi di casa in casa, perseguitato da gente che ce l'aveva con la sua famiglia, e giornalisti che volevano approfittarsi di lui per poter creare articoli per diffamare il suo culto. Per questo, rivolgendosi ad Ayumi, in quanto anche lei discendente di una stirpe di praticanti della magia, Misuto dichiara che tutti gli uomini ordinari provano solo invidia per loro esseri superiori, e li perseguitano definendoli mostruosi e malvagi, mentre sono loro che diffondono il male e per questo, afferma, avrebbe voluto piegarli con la paura. Quando, poi, Ayumi gli fa notare che Hinoe non avrebbe appoggiato le sue azioni, in risposta Misuto le dice che la sorella era un essere superiore dotata di gran compassione, e che aveva sempre la forza di perdonare tutto il male di quel mondo, ed inoltre era stata la prima persona che aveva realmente amato perché la prima a preoccuparsi di lui, tuttavia era stata ingenua e il sacrificio che aveva compiuto era un atto ipocrita, perché aveva sofferto e perdonato un mondo di bifolchi malvagi a cui, esclama colmo di collera, va mostrato le conseguenze delle loro cruente azioni. Misuto, allora, tenta di convincere Ayumi a slegarlo ed unire le loro forze per unire le due dimensioni e distruggere il mondo dei vivi, e quando la ragazza rifiuta di farlo, Misuto si libera del panno con cui lo avevano legato e la colpisce con un violento pugno allo stomaco; dopo averla tramortita, il ragazzo le sottrae il Book of Shadows e, dopo averla irrisa, scappa via. Mentre procede per un corridoio, esultando per essere riuscito a mettere le mani sul vero libro maledetto, si imbatte in uno dei giganti armati d'ascia e in Satsuki, che apre la propria testa in 8 parti e con esse stacca la testa al ragazzo. Si scopre, dunque, che Satsuki è un membro dei Martuba, apprendista di Magari, che poco dopo giunge lì e prende il Book of Shadows dalle mani del cadavere di Misuto, rammaricandosi di non aver potuto ucciderlo personalmente. Rimprovera, poi, Satsuki per non essere rimasta vicina a Yuka e non averla protetta. 
Successivamente, poi, la ragazza cede il Book of Shadows nuovamente ad Ayumi, avvertendola che avrebbe dovuto confrontarsi con la maledizione del gruppo di streghe che avevano dato origine al libro maledetto e che erano state perseguitate ed uccise durante una caccia alle streghe 300 anni prima. Infine le suggerisce di chiedere al Book of Shadows per riuscire a trovare il cuore del Nirvana, al centro di quel mondo. In seguito Ayumi, affiancata da Aiko, percorre i corridoi della Heavenly Host, alla ricerca del cuore del Nirvana. Mentre le due si incamminano, guidate dal Book of Shadows, il Nirvana va lentamente a consumarsi per il potere del Sefirot della Conoscenza, assumendo un aspetto sempre più lugubre e agghiacciante, e più volte le ragazze si ritrovano nelle varie parti della casa di Makina Shinozaki. Ad un certo punto si ritrovano nel cortile al di fuori della casa, e qui Aiko viene aggredita da Inumaru che, inghiottito totalmente dall'Oscurità, è diventato una bestia feroce priva di senno. Mentre Ayumi tenta di intervenire, improvvisamente appare lo spirito di Sayaka che, seppure usando paroli forti e rimproverandolo per essersi fatto sopraffare dall'Oscurità e dicendogli che tutto ciò che è successo non è colpa di Aiko, alla fine riesce a convincere Inumaru a lasciare andare la compagna. Dopo quindi aver salutato Aiko, che in lacrime si scusa con lei per ciò che è successo e la ringrazia, Sayaka porta con sé Inumaru ed insieme scompaiono nel nulla. 
Nel frattempo la prof Kuon e gli altri studenti giungono nella zona sotterranea della Heavenly Host. Qui scoprono che vi sono tante celle e macchinari da tortura, e numerosi cadaveri, alcuni dei quali decapitati e le teste allineati su dei tavoli, e le cui urla risuonano ancora per tutta la stanza. Esplorando il lugubre luogo, alla fine i ragazzi riescono a trovare all'interno di una stanza Yuka; quando, però, Satoshi tenta di comunicare con lei, ella rimane in silenzio e senza reagire minimamente. Improvvisamente l'entrata della cella scompare e le pareti iniziano a stringersi e così Satoshi prende in spalla la sorella e, assieme agli altri studenti, corre lungo un corridoio prima di rimanere schiacciati dalle pareti, fino ad entrare in un'altra stanza. Qui, tuttavia, si scopre che Yuka è impossessata da Sachi, che afferma di voler usare la ragazzina per poter finalmente avere la vita tra il mondo dei vivi che le era stata negata morendo nella pancia della madre ed essendo assorbita dalla sorella gemella Sachiko. Quando, poi, Satoshi tenta di consegnare in segreto alla prof Kuon i due denti di Sachi, quest'ultima se ne accorge e inizia a strangolarlo, con gli altri studenti che tentano invano di fermarla staccandola da Satoshi e la stessa Yuka che prova disperatamente a riprendere possesso del proprio corpo. Naomi, allora, decide di prendere la punta di una freccia che aveva trovato al suolo e con essa si trafigge l'occhio maledetto, distruggendo anche l'occhio sinistro di Sachi che, in preda al dolore, alla fine molla la presa su Satoshi. Furiosa, però, la bambina mostruosa cerca di far strangolare con le proprie mani Yuka, e mentre gli studenti tentano di fermarla, con il proprio corpo tenta di rubare le Everafter Stones dalle tasche della prof Kuon. La donna, però, se ne accorge e respinge Sachi, che sparisce e contemporaneamente libera dalla possessione Yuka. Dopo essersi occupata di Naomi, ancora dolorante per essersi trafitta l'occhio, assicurandole che esso non era stato danneggiato e sarebbe guarito, la prof Kuon, quando Sachi appare nuovamente per fermarli dal scappare dalla stanza, riduce uno dei suoi denti a brandelli e li mangia, e facendole credere che è sua madre, la convince a vivere all'interno del suo corpo.
In seguito tornano sulla cima del campanile, ma al posto di Ayumi e Aiko, trovano Magari che porta con sé Satsuki, priva di conoscenza. Visto lo spaventoso potere del Sefirot della Conoscenza che sta iniziando a portare alla distruzione della Heavenly Host, la ragazzina li esorta a scappare usando le Everafter Stones, tuttavia si rendono conto che sia quelle di Magari che quelle del gruppo sono andate distrutte e sono dunque destinati a rimanere intrappolati lì. Improvvisamente interviene la prof Kuon che chiede a Satoshi e gli altri se sono felici di averla avuta come loro insegnante; quando quelli in risposta esprimono la loro felicità per averla conosciuta, quella rivela di sapere che provengono da un'altra linea temporale in cui non è mai esistita e, inoltre, svela che l'orologio al suo polso conta i secondi di vita che le rimangono. Sul punto di morire, dunque, dice loro di poter adoperare il potere di Sachi all'interno di sé per distruggere il Sefirot della Conoscenza. Nonostante la disperazione e la tristezza degli studenti, soprattutto di Naomi, quelli accettano e scappano via, mentre la donna, nei suoi ultimi istanti di vita, viene inglobata nell'enorme colonna e provoca una grande e violenta esplosione che distrugge il Sefirot e l'intero campanile. 
L'esplosione fa perdere conoscenza agli studenti che, quando si risvegliano, si ritrovano in una strana stanza dove, successivamente, si imbattono in Ayumi, giunta lì guidata dal Book of Shadows e che aveva deciso di procedere da sola oltre una porta, lasciando indietro Aiko per proteggerla. La ragazza, nonostante la preoccupazione e l'apprensione dei suoi compagni percorre una scalinata, i cui scalini scompaiono man mano che ella li percorre, e quando l'ultimo scompare, ella, stringendo a sé il Book of Shadows vola su verso una sfera, che fluttua a mezz'aria, in cui all'interno, come il libro maledetto rivela, vi è il cuore del Nirvana. Ayumi, dopo aver combattuto contro l'entità all'interno della sfera, dopo averla sconfitta con la magia nera del Book of Shadows, si ritrova all'interno di una foresta ricoperta da una forte nebbia e una forte luce bianca, e qui si imbatte in una ragazzina dai capelli bianchi, grandi occhi azzurri, senza vestiti ad esporre la sua pelle candida e il suo corpo quasi scheletrico. Dopo essere rimasta a fissarla inerte, la misteriosa ragazzina comincia ad avvicinarsi ad Ayumi, ed improvvisamente, compaiono due pali di legno che la impalano e crocifiggono. Sconvolta ad assistere a ciò, Ayumi osserva in lontananza un'altra ragazza simile crocifissa e in fiamme, attorniato da alcune persone che inveiscono contro di lei in latino. Successivamente, volgendo il suo sguardo nuovamente verso la misteriosa ragazza, Ayumi scopre che anche il suo corpo è completamente bruciato, e mentre quella le si avvicina, decide di abbracciarla dicendole che comprende la sofferenza che deve aver provato quando le era stato strappato il suo diritto alla vita, e la supplica di porre fine a quella lunga catena di tragedie e dolore che ha colpito tante altre persone coinvolte dalla maledizione che ha dato origine al Book of Shadows. La ragazzina, in risposta, dopo averle accarezzato la guancia, tuttavia, con un dito le strappa violentemente l'occhio destro dall' orbita e tra le sue mani lo distrugge. Nonostante l'enorme dolore provato, Ayumi resiste e sorride alla ragazzina, abbracciandola nuovamente, mentre quella la bacia sulle labbra, riuscendo dunque a calmare la sua furia. 
In seguito Ayumi scende dalla scalinata e torna nuovamente dai suoi compagni, e alla loro preoccupazione risponde scusandosi per tutto ciò che aveva fatto passare loro e che li avrebbe protetti dai pericoli. Comunica loro, quindi, che come Sachiko, anche lei avrebbe assorbito all'interno del suo corpo l'intero Nirvana, facendo in modo di ristabilire le memorie di Seiko, Morishige, Mayu e la prof Yui nel mondo dei vivi, come fatto in precedenza da Yoshie con il marito. Interviene, tuttavia, il Book of Shadows che le dice che il suo potere spirituale è molto inferiore a quello di Sachiko, dunque per far ciò avrebbe dovuto sacrificare la propria esistenza e farsi sopraffare spiritualmente dallo spaventoso potere della magia nera del Nirvana. Nonostante i compagni supplichino Ayumi di ripensarci e non commettere un'azione così estrema, e il Book of Shadows le propone piuttosto di mantenere il Nirvana intatto e rimanere lì come guardiana di quella dimensione, la ragazza rimane ferma nella sua decisione e così inizia a divorare il Nirvana dentro di sé, mangiando le pareti fatte di carne pulsante. Gli altri studenti, dunque, sollecitati anche da Magari, salutano un'ultima volta la compagna e sono costretti a scappare via verso un'entrata che quella aveva aperto per farli scappare dal Nirvana. Durante la disperata fuga per i corridoi della Heavenly Host, Yoshiki tuttavia, nonostante la contrarietà degli altri, decide di tornare indietro da Ayumi, non accettando che quella potesse sparire dalla sua mente. 
Alla fine, dunque, Ayumi riesce a fermare il potere devastante del Nirvana sul mondo dei vivi, e riesce a ristabilire le memorie dei compagni defunti. Come conseguenza, però, la sua esistenza, e quella di Yoshiki, vengono cancellate dalle memorie del mondo, anche se il Nirvana all'interno del suo corpo la riduce in uno stato catatonico irreversibile. Yoshiki, comunque, riesce a raccogliere un paio di Everafter Stones dal cadavere di Misuto e con esse torna nel mondo reale e alla fine riesce a raggiungere la casa di Ayumi, per poter ricongiungersi finalmente con lei.

## Modalità di gioco
Il gioco abbandona il sistema di gioco visual novel del predecessore Corpse Party: Book of Shadows, e torna al sistema di videogioco d'avventura con elementi RPG di Corpse Party: Blood Covered. 
Durante i 10 capitoli in cui si suddivide il gioco, il giocatore guiderà un personaggio o, in molti casi, un gruppo di personaggi (tra i quali si può ruotare premendo i tasti R e L della PS Vita) all'interno della Heavenly Host. Durante l'esplorazione il giocatore dovrà difendersi dagli attacchi di alcuni spiriti maligni, ed evitare varie trappole sparse per la scuola, per evitare che la barra della salute del personaggio che guida si esaurisca e il gioco termini. Nel corso dei capitoli il giocatore, tra i corridoi della scuola maledetta, può trovare oggetti che gli possono essere molto utili: bende, per ripristinare gli HP persi dal personaggio; pile per ricaricare la torcia, essenziale per riuscire ad individuare le trappole ( in particolare le corde di pianoforte tese tra le pareti, che, se non individuate, possono causare gravi danni al personaggio); talismani, che permettono al giocatore di liberarsi di uno spirito maligno che li insegue. Infatti i personaggi non potranno fare lunghi scatti per scappare, dato che ad un certo punto dovranno fermarsi per riprendere fiato, rischiando di rimanere esposti agli attacchi dei nemici. In alternativa tra i corridoi della Heavenly Host è possibile trovare alcuni armadietti in cui nascondersi e seminare i nemici, tuttavia il giocatore deve fare attenzione a non nascondersi quando l'inseguitore è troppo vicino, o verrà scoperto e subirà grandi danni. Durante il gioco, inoltre, il giocatore dovrà stare anche attento alla barra dell'Oscurità, caratterizzata dall'immagine del personaggio nel menù di pausa che va via via oscurandosi se si andrà incontro ad azioni che aumentano il suo livello di Oscurità ( come ad esempio quando viene stretto dalla morsa di tentacoli che fuoriescono da alcuni pezzi di carne sul pavimento, su cui il personaggio rischia di finire). Per evitare di incappare in un game over, il giocatore può ristabilire la sanità spirituale del personaggio scelto, grazie ad alcune statuette di legno magiche che può trovare in alcune parti dell'edificio.
Come nei precedenti titoli della serie, oltre ai Game Over, il giocatore rischia di ottenere dei Wrong End, finali negativi a cui rischia di andare incontro compiendo una scelta o un'azione sbagliata, o venendo catturati da un nemico. Come negli altri giochi, le conseguenze di un'azione errata non saranno immediati, ed il giocatore prima di accorgersi di star andando incontro ad un Wrong End, dovrà prima attraversare una lunga serie di terribili eventi. 
Durante il gioco sarà, inoltre, possibile sbloccare un totale di 8 capitoli extra in cui vengono raccontate storie alternative alla storia principale, e l'approfondimento di alcuni personaggi. 

## Sequel
Sebbene Corpse Party: Blood Drive concluda le vicende del gruppo di ragazzi imprigionati nella Heavenly Host Elementary School, il primo capitolo di un nuovo gioco, intitolato Corpse Party 2: Dead Patient, è stato pubblicato il 29 maggio 2013 nel solo Giappone. Esso è ambientato nello stesso universo della precedente serie, benché il cast dei personaggi sia stato totalmente rinnovato. Infatti, un'Ayumi già matura è presente nell'intro del nuovo gioco.